# Kessel (Kulmbach)
Kessel (oberfränkisch: Kessdl) ist ein Gemeindeteil der Großen Kreisstadt Kulmbach im  Landkreis Kulmbach (Oberfranken, Bayern). Kessel liegt in der Gemarkung Mangersreuth.

## Geografie
Der Weiler liegt in einem Talkessel am Weiherbach, dem rechten Quellbach des Kinzelbachs. Ein Anliegerweg führt nach Weiher (0,6 km südwestlich).

## Geschichte
Der Ort wurde 1437 als „Kessl“ erstmals urkundlich erwähnt. Der Ort wurde nach der eingeschlossenen Tallage bezeichnet (vgl. Talkessel).
Gegen Ende des 18. Jahrhunderts bestand Kessel aus einem Anwesen. Das Hochgericht übte das bayreuthische Stadtvogteiamt Kulmbach aus. Das Rittergut Weiher hatte die Grundherrschaft über den Hof.
Von 1797 bis 1810 unterstand der Ort dem Justiz- und Kammeramt Kulmbach. Mit dem Gemeindeedikt wurde Kessel dem 1811 gebildeten Steuerdistrikt Melkendorf zugewiesen. 1812 erfolgte die Überweisung an den Steuerdistrikt Mangersreuth und der neu gebildeten gleichnamigen Ruralgemeinde. Am 1. April 1946 wurde Kessel im Zuge der Gebietsreform in Bayern nach Kulmbach eingegliedert.

### Einwohnerentwicklung
| Jahr      | 001818 | 001861 | 001871 | 001885 | 001900 | 001925 | 001950 | 001961 | 001970 | 001987 |
| Einwohner | 13     | 19     | 21     | 22     | 27     | 20     | 41     | 37     | 34     | *      |
| Häuser    | 2      |        |        | 3      | 3      | 3      | 4      | 5      |        | *      |
| Quelle    | [ 7 ]  | [ 11 ] | [ 12 ] | [ 13 ] | [ 14 ] | [ 15 ] | [ 16 ] | [ 17 ] | [ 18 ] | [ 19 ] |

## Religion
Kessel ist seit der Reformation evangelisch-lutherisch geprägt und nach Unsere Liebe Frau (Mangersreuth) gepfarrt.